# 帕爾帕奇-科利湖
45°11′38″N 35°32′32″E / 45.19389°N 35.54222°E
帕爾帕奇-科利湖（俄语：Парпач-коль），是俄羅斯的湖泊，位於該國西南部，由克里米亞負責管轄，處於列宁诺区，該湖泊長1.1公里、寬0.96公里，面積0.5平方公里。